# Harlem (Georgia)
Harlem es una ciudad ubicada en el condado de Columbia en el estado estadounidense de Georgia. En el censo de 2000, su población era de 1.814.

## Demografía
En el 2000 la renta per cápita promedia del hogar era de $30,500, y el ingreso promedio para una familia era de $36,307. El ingreso per cápita para la localidad era de $15,439. Los hombres tenían un ingreso per cápita de $27,833 contra $22,098 para las mujeres.

## Geografía
Harlem se encuentra ubicado en las coordenadas 33°25′1″N 82°18′50″O / 33.41694, -82.31389 (33.416822, -82.313762).
Según la Oficina del Censo, la localidad tiene un área total de 6,5 km² (2,5 mi²), de la cual 6,5 km² (2,5 mi²) es tierra y 0 km² (0 mi²) (0.00%) es agua.

## Personajes Famosos nacidos en Harlem
- Oliver Hardy (1892-1957)-Actor y comediante estadounidense-Integrante del dúo cómico El Gordo y el Flaco.